# Гептод

Условное графическое изображение гептода с катодом косвенного накала на электрических принципиальных схемах

Гепто́д (также пентагри́д от др.-греч. πέντε — «пять», и англ. grid — «сетка») — электронная лампа с семью электродами: катодом, анодом и пятью сетками. Основное предназначение — преобразователь частоты в супергетеродинном радиоприёмнике.

## Неоднозначность названия
Согласно международной терминологии, гептодом может именоваться любой электронный компонент с семью электродами. На самом деле под этим именем существуют два класса ламп.
Один из них — полностью независимый преобразователь, позволяющий выполнить гетеродин и смеситель, используя одну структуру электродов и имеет второе название «пентагрид» (переводится как «пятисеточная лампа»). В номенклатуре ламп СССР наиболее типичный пример — лампа 6А8.
Второй тип гептода рассчитан на использование отдельного гетеродина, для которого позже стали выпускать комбинированные лампы триод-гептод — в СССР 6И1П, 6И3П.

## История
Появлению гептода предшествовало изобретение, в корне изменившее всю технику радиоприёма, — принцип супергетеродинного приёма.
Преобразование сигнала любой принимаемой частоты в некий неизменный сигнал промежуточной частоты резко повысило (по сравнению с приёмниками прямого усиления) избирательность и чувствительность — основные качественные показатели любого приёмника. Одновременно с переходом на супергетеродинный приём появилась потребность в специальных частотно-преобразовательных лампах с двойным управлением.
Преобразование сигнала принимаемой частоты в сигнал промежуточной частоты можно осуществлять двумя способами: по схеме совмещённого и по схеме отдельного гетеродина.
При совмещённой схеме функции гетеродина и смесителя могла осуществлять одна специальная пятисеточная лампа, в которой гетеродин и смеситель были включены как бы последовательно, то есть две ближайшие к катоду сетки образовывали гетеродинный триод, а следующие сетки входили в состав усилителя входного сигнала. Смешение же этих двух сигналов происходило за счёт того, что анодный ток обеих ламп оказывался общим и приблизительно равным произведению этих токов.
В схеме с отдельным гетеродином напряжение частоты гетеродина генерировалось специальным каскадом на триоде или пентоде, а смешение сигналов производилось в другой лампе с двумя управляющими сетками (пентоде или гексоде). Первоначально предпочтение отдавалось первому варианту как более экономичному (одна лампа с одним накаливаемым катодом вместо двух). Для этого и была разработана специальная пятисеточная лампа — пентагрид.
Число сеток у обеих ламп одинаково, однако нетрудно видеть, что назначение их различно. Первая, ближайшая к катоду сетка у обеих ламп является управляющей в составе генераторного триода — гетеродина. У пентагрида вторая сетка выполняет функцию анода того же триода, а у гептода этой сетки нет.
Следующим шагом было появление двух экранирующих сеток вместо одной. Это было вызвано тем, что у тетродов и пентодов была только одна управляющая сетка, которая отгораживалась от анода экранной сеткой.
В новой лампе — пентагриде — она так и сохранилась: это «нижняя» из двух экранных сеток. Но тогда вторая управляющая сетка оказалась рядом с анодом, то есть превращала смесительную часть лампы в обычный триод с присущим ему главным недостатком — большой проходной ёмкостью анод—сетка. Чтобы устранить его, между второй управляющей сеткой и анодом и была помещена дополнительная, вторая экранная сетка, соединенная внутри лампы с первой экранной сеткой, поскольку обе они выполняли одну функцию.
Недостатком такого пентагрида отсутствие антидинатронной сетки. Этот недостаток был устранён в гептодах, в которых имеется антидинатронная сетка, но удалена сетка, выполнявшая в пентагриде роль анода гетеродинного триода. А его роль стала выполнять объединенная экранная сетка.
В отличие от обычных схем, где экранная сетка по высокой частоте закорочена на «землю» конденсатором достаточно большой ёмкости, в данном схемном решении последовательно в цепь питания экранных сеток включена катушка обратной связи контура гетеродина (обеспечивающая положительную обратную связь по фазовому сдвигу), и тем самым генератора гетеродина.
И пентагриды, и гептоды использовались достаточно долго, выполняя функции частотно-преобразовательных ламп. Первый советский пентагрид типа СО-183 был выпущен ещё в 1930-x годах, а гептоды типа 6А2П использовались в вещательных приемниках вплоть до 1970-х годов.
Совмещение гетеродина и смесителя в одной лампе, а также сравнительно большая межсеточная ёмкость приводит к «просачиванию» сигнала гетеродина в антенну приёмника и, соответственно, излучению его в эфир, что в некоторых случаях (радиоприёмник, установленный на военном корабле или самолёте) позволяло запеленговать даже радиостанцию, работающую только на приём.
Пятисеточные лампы характеризуются рядом дополнительных параметров, которых не имеют другие типы ламп с меньшим количеством сеток. Прежде всего, это крутизна преобразования Sпр — отношение переменной составляющей анодного тока промежуточной частоты Iа пч к переменному напряжению ВЧ-сигнала на второй управляющей (сигнальной) сетке Uсигн. Иными словами, крутизна преобразования показывает, какую амплитуду тока промежуточной частоты создает напряжение сигнала, амплитудой 1 В при заданном переменном напряжении на сетке гетеродина.
Другое специфическое отличие пятисеточных ламп от триодов, тетродов и пентодов состоит в том, что для оценки их свойств недостаточно двух графических характеристик — анодной и сеточной. Это объясняется тем, что обычная анодная характеристика как функция напряжения на одной из управляющих сеток сильно изменяется не только в зависимости от напряжения на экранной сетке, но и от напряжения на второй управляющей сетке. Поэтому пятисеточные лампы, как правило, сопровождаются минимум четырьмя семействами графических характеристик.